# Herminia interrupta
Herminia interrupta är en fjärilsart som beskrevs av Alfred Ernest Wileman 1915. Herminia interrupta ingår i släktet Herminia och familjen nattflyn. Inga underarter finns listade i Catalogue of Life.